# Tressan
Tressan [tʁe.sɑ̃] (en occitan Treçan [tre.'san]) est une commune française située dans le centre du département de l'Hérault en région Occitanie.
Exposée à un climat méditerranéen, elle est drainée par l'Hérault, la Dourbie. La commune possède un patrimoine naturel remarquable composé de deux zones naturelles d'intérêt écologique, faunistique et floristique.
Tressan est une commune rurale qui compte 688 habitants en 2022, après avoir connu une forte hausse de la population depuis 1975.  Elle fait partie de l'aire d'attraction de Montpellier. Ses habitants sont appelés les Tressanais ou  Tressanaises.

## Géographie

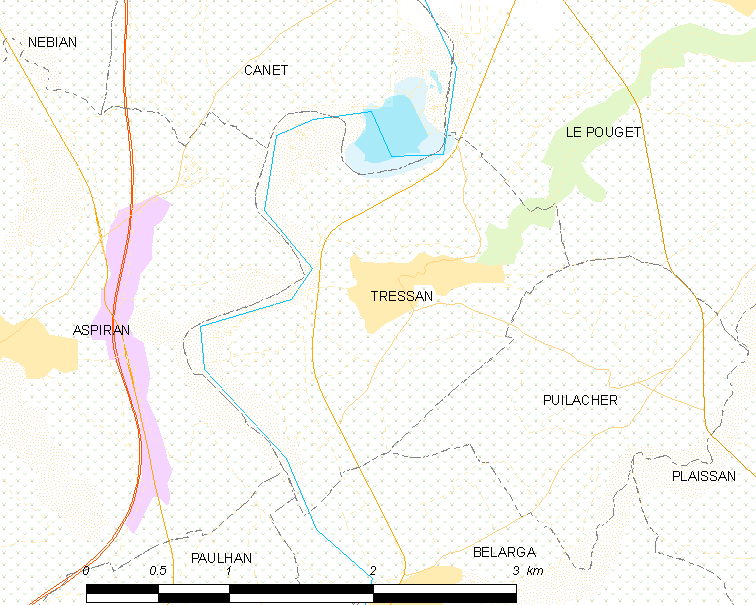
Carte.

Située sur la route entre Gignac et Pézenas, Tressan s'étend sur une colline de la vallée de l'Hérault.

### Communes limitrophes
|         | Canet   | Le Pouget |
| Aspiran | Tressan | Puilacher |
| Paulhan | Bélarga | Campagnan |

### Climat
Pour des articles plus généraux, voir Climat de l'Occitanie et Climat de l'Hérault.
En 2010, le climat de la commune est de type climat méditerranéen franc, selon une étude s'appuyant sur une série de données couvrant la période 1971-2000. En 2020, Météo-France publie une typologie des climats de la France métropolitaine dans laquelle la commune est exposée à un climat méditerranéen et est dans la région climatique  Provence, Languedoc-Roussillon, caractérisée par une pluviométrie faible en été, un très bon ensoleillement (2 600 h/an), un été chaud (21,5 °C), un air très sec en été, sec en toutes saisons, des vents forts (fréquence de 40 à 50 % de vents > 5 m/s) et peu de brouillards.
Pour la période 1971-2000, la température annuelle moyenne est de 14,7 °C, avec une amplitude thermique annuelle de 16,4 °C. Le cumul annuel moyen de précipitations est de 669 mm, avec 6,1 jours de précipitations en janvier et 2,7 jours en juillet. Pour la période 1991-2020, la température moyenne annuelle observée sur la station météorologique la plus proche, située sur la commune de Saint-André-de-Sangonis à 8 km à vol d'oiseau, est de 15,5 °C et le cumul annuel moyen de précipitations est de 652,4 mm,. Pour l'avenir, les paramètres climatiques de la commune estimés pour 2050 selon différents scénarios d'émission de gaz à effet de serre sont consultables sur un site dédié publié par Météo-France en novembre 2022.

### Milieux naturels et biodiversité
L’inventaire des zones naturelles d'intérêt écologique, faunistique et floristique (ZNIEFF) a pour objectif de réaliser une couverture des zones les plus intéressantes sur le plan écologique, essentiellement dans la perspective d’améliorer la connaissance du patrimoine naturel national et de fournir aux différents décideurs un outil d’aide à la prise en compte de l’environnement dans l’aménagement du territoire.
Une ZNIEFF de type 1 est recensée sur la commune :
la « rivière de l'Hérault de Gignac à Canet » (317 ha), couvrant 8 communes du département et une ZNIEFF de type 2, : 
le « cours moyen de l'Hérault et de la Lergue » (976 ha), couvrant 22 communes du département.

Carte des ZNIEFF de type 1 et 2 à Tressan.
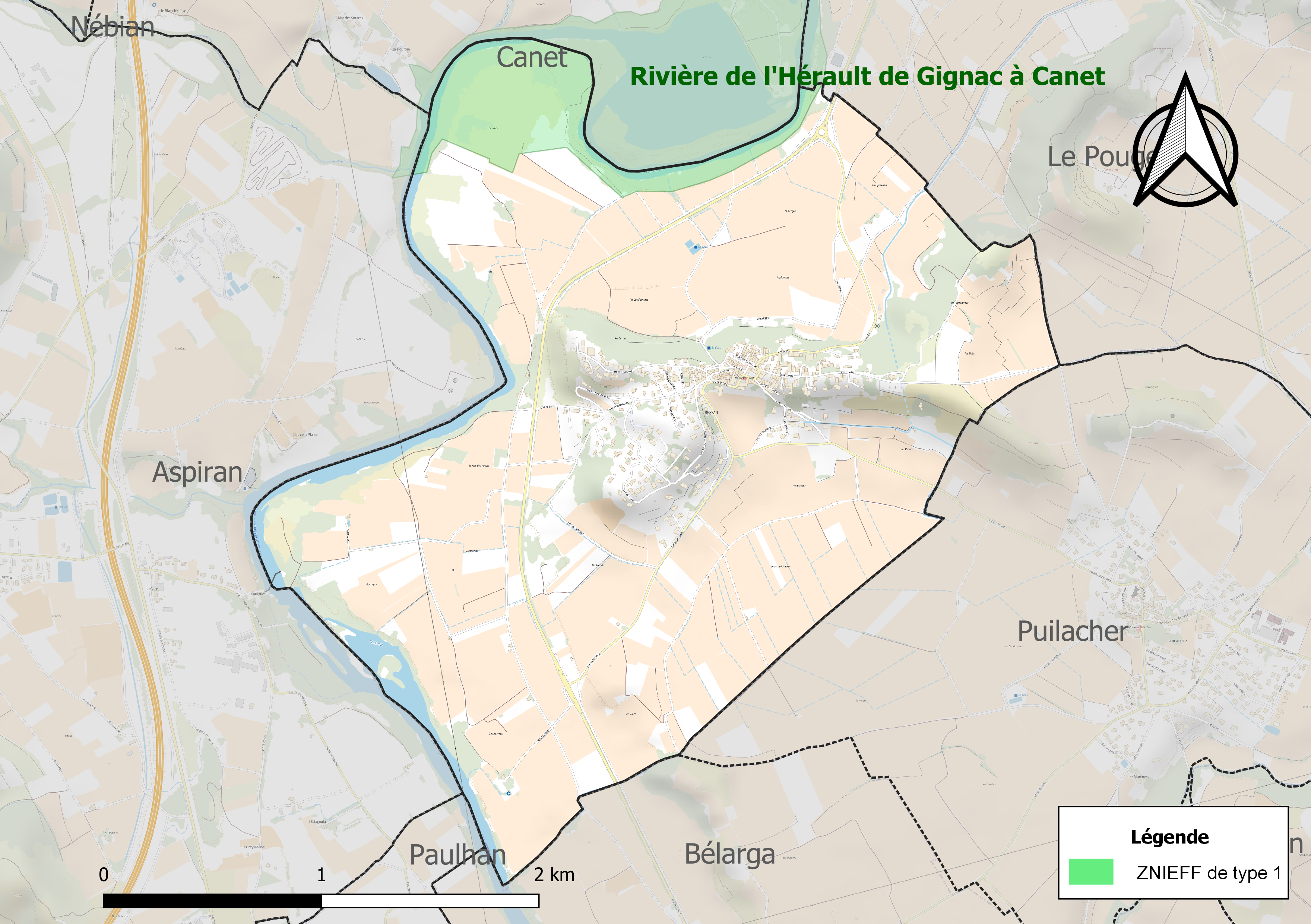
Carte de la ZNIEFF de type 1 sur la commune.
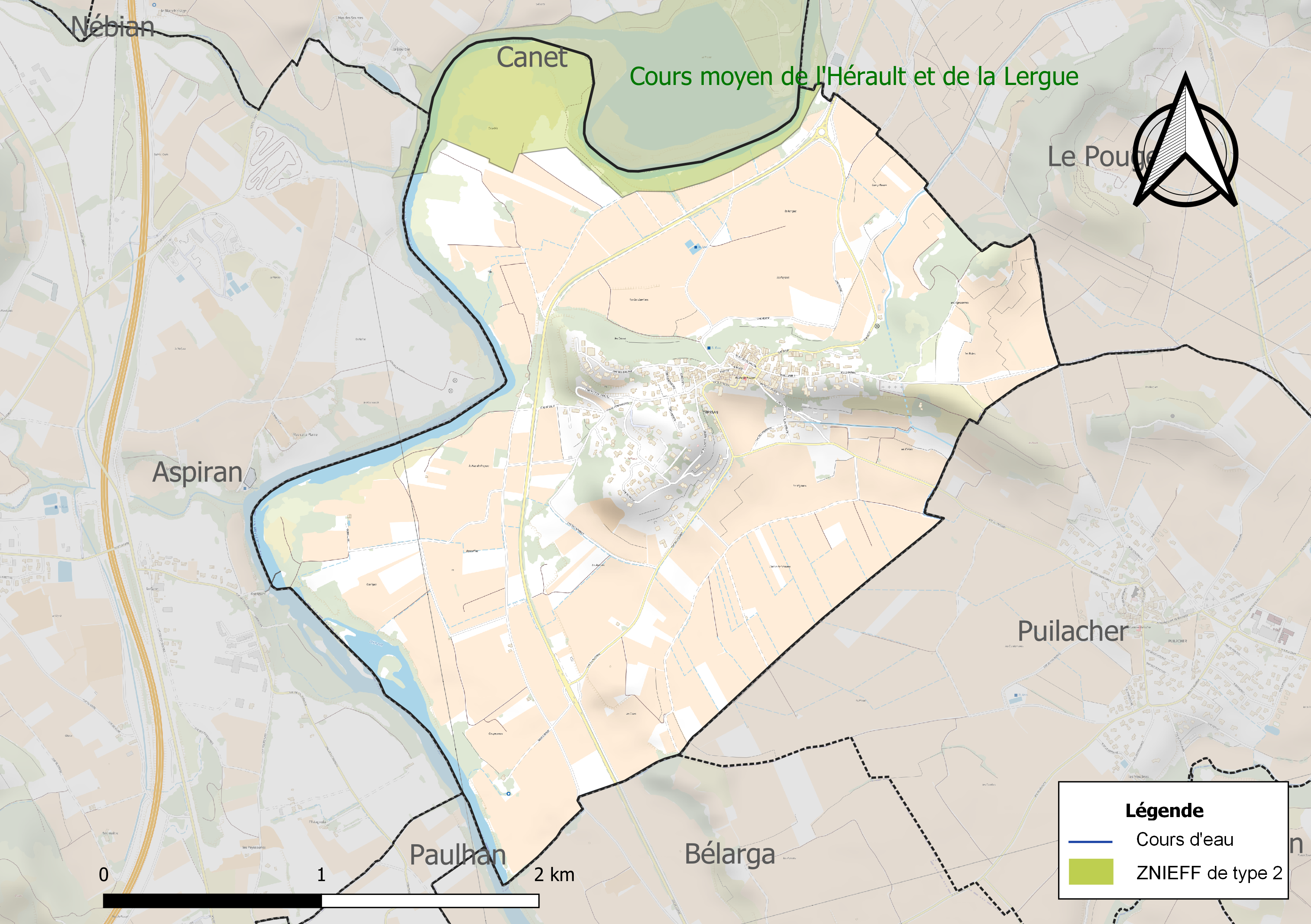
Carte de la ZNIEFF de type 2 sur la commune.

## Urbanisme

### Typologie
Au 1er janvier 2024, Tressan est catégorisée bourg rural, selon la nouvelle grille communale de densité à sept niveaux définie par l'Insee en 2022.
Elle est située hors unité urbaine. Par ailleurs la commune fait partie de l'aire d'attraction de Montpellier, dont elle est une commune de la couronne,. Cette aire, qui regroupe 161 communes, est catégorisée dans les aires de 700 000 habitants ou plus (hors Paris),.

### Occupation des sols
L'occupation des sols de la commune, telle qu'elle ressort de la base de données européenne d’occupation biophysique des sols Corine Land Cover (CLC), est marquée par l'importance des territoires agricoles (87,7 % en 2018), en diminution par rapport à 1990 (89,2 %). La répartition détaillée en 2018 est la suivante : 
cultures permanentes (73,3 %), zones agricoles hétérogènes (14,4 %), zones urbanisées (9 %), milieux à végétation arbustive et/ou herbacée (2,8 %), eaux continentales (0,5 %). L'évolution de l’occupation des sols de la commune et de ses infrastructures peut être observée sur les différentes représentations cartographiques du territoire : la carte de Cassini (XVIIIe siècle), la carte d'état-major (1820-1866) et les cartes ou photos aériennes de l'IGN pour la période actuelle (1950 à aujourd'hui).

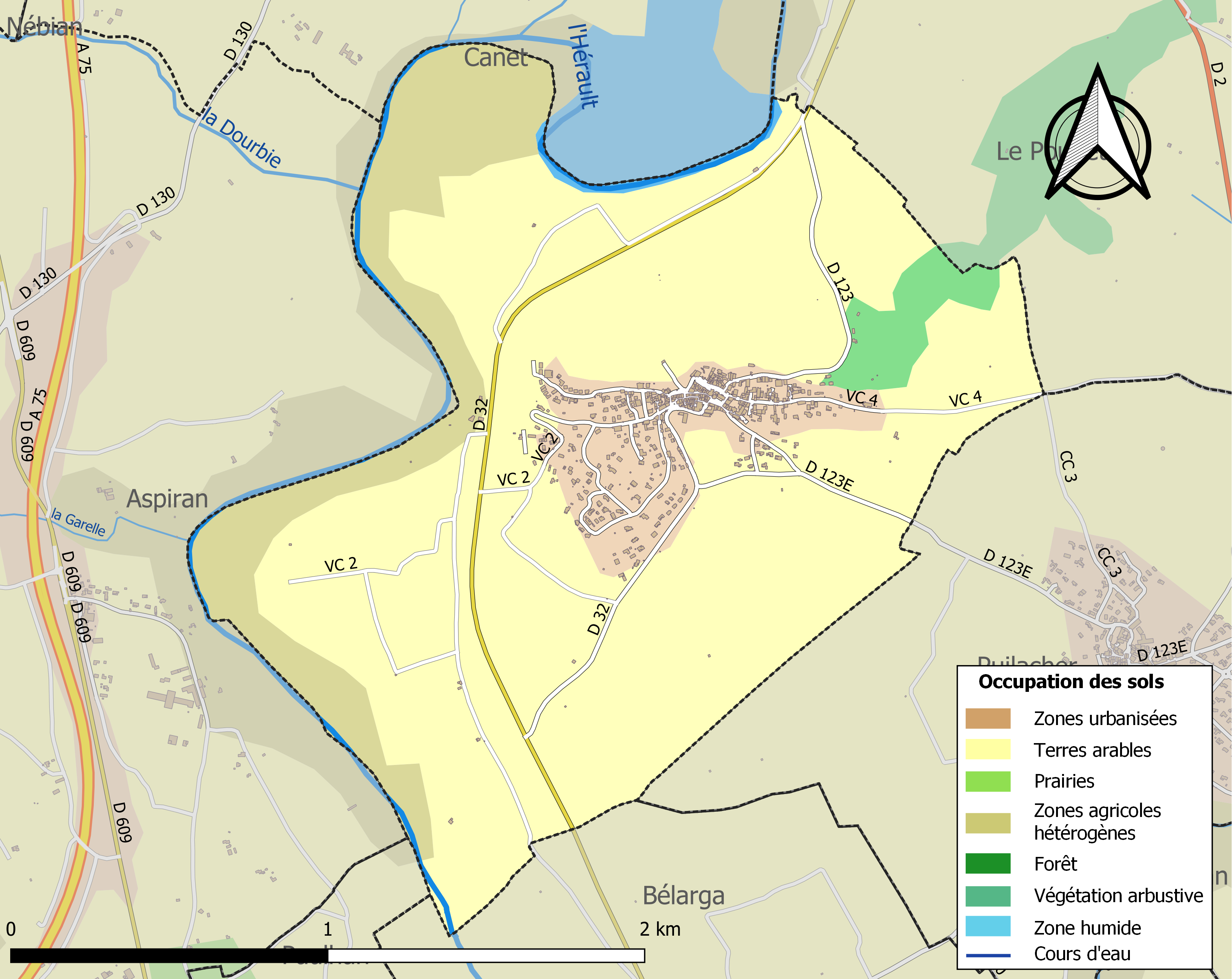
Carte des infrastructures et de l'occupation des sols de la commune en 2018 (CLC).

### Risques majeurs
Le territoire de la commune de Tressan est vulnérable à différents aléas naturels : météorologiques (tempête, orage, neige, grand froid, canicule ou sécheresse), inondations et séisme (sismicité faible). Il est également exposé à un risque technologique, la rupture d'un barrage. Un site publié par le BRGM permet d'évaluer simplement et rapidement les risques d'un bien localisé soit par son adresse soit par le numéro de sa parcelle.

#### Risques naturels
Certaines parties du territoire communal sont susceptibles d’être affectées par le risque d’inondation par débordement de cours d'eau, notamment l'Hérault et la Dourbie. La commune a été reconnue en état de catastrophe naturelle au titre des dommages causés par les inondations et coulées de boue survenues en 1982, 1994, 1995, 1996, 1997, 1999, 2002, 2003, 2011, 2014 et 2019,.
Tressan est exposée au risque de feu de forêt du fait de la présence sur son territoire. Un plan départemental de protection des forêts contre les incendies (PDPFCI) a été approuvé en juin 2013 et court jusqu'en 2022, où il doit être renouvelé. Les mesures individuelles de prévention contre les incendies sont précisées par deux arrêtés préfectoraux et s’appliquent dans les zones exposées aux incendies de forêt et à moins de 200 mètres de celles-ci. L’arrêté du 25 avril 2002 réglemente l'emploi du feu en interdisant notamment d’apporter du feu, de fumer et de jeter des mégots de cigarette dans les espaces sensibles et sur les voies qui les traversent sous peine de sanctions. L'arrêté du 11 mars 2013 rend le débroussaillement obligatoire, incombant au propriétaire ou ayant droit,.

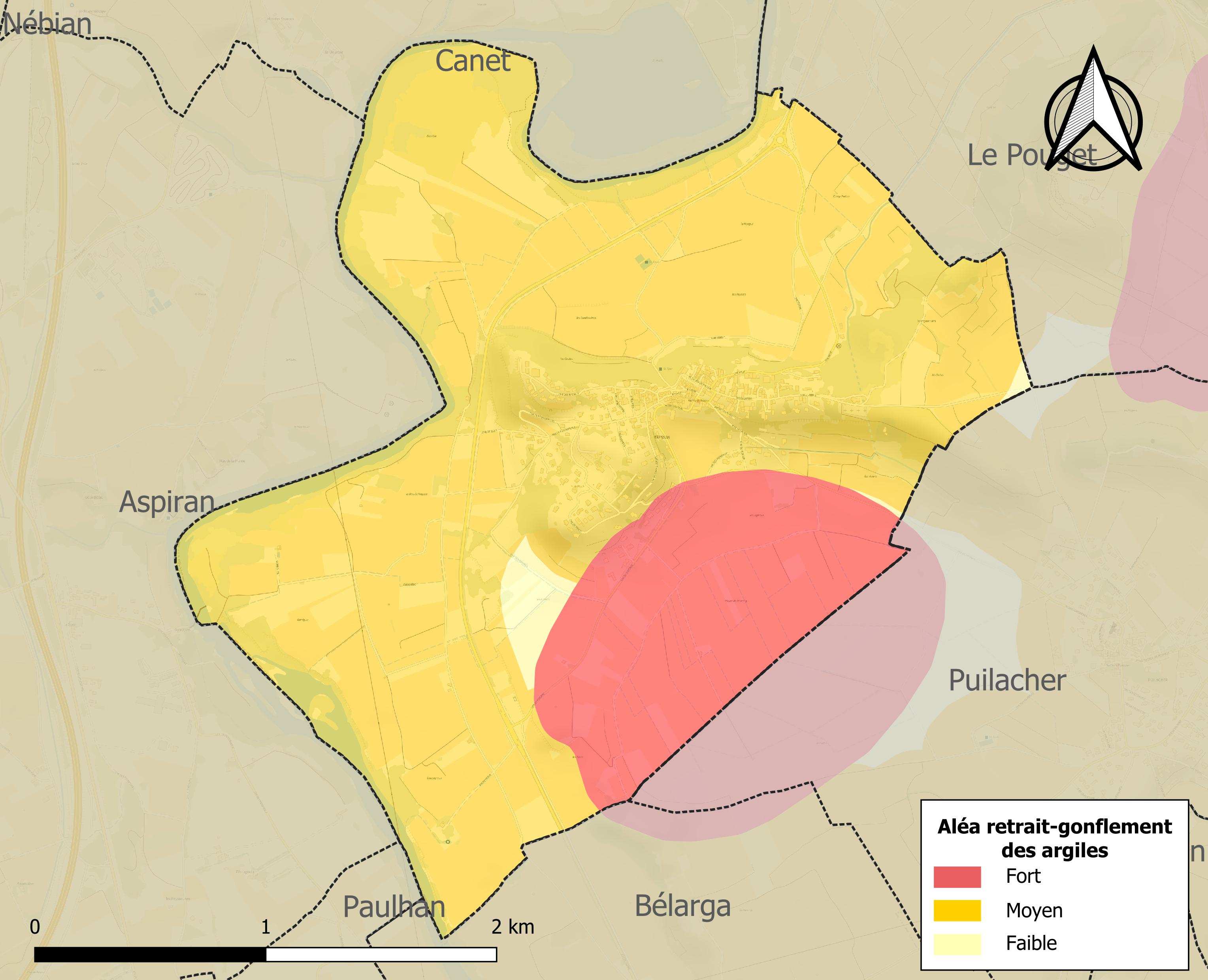
Carte des zones d'aléa retrait-gonflement des sols argileux de Tressan.

Le retrait-gonflement des sols argileux est susceptible d'engendrer des dommages importants aux bâtiments en cas d’alternance de périodes de sécheresse et de pluie. 98,4 % de la superficie communale est en aléa moyen ou fort (59,3 % au niveau départemental et 48,5 % au niveau national). Sur les 342 bâtiments dénombrés sur la commune en 2019, 342 sont en aléa moyen ou fort, soit 100 %, à comparer aux 85 % au niveau départemental et 54 % au niveau national. Une cartographie de l'exposition du territoire national au retrait gonflement des sols argileux est disponible sur le site du BRGM,.
Par ailleurs, afin de mieux appréhender le risque d’affaissement de terrain, l'inventaire national des cavités souterraines permet de localiser celles situées sur la commune.

#### Risques technologiques
La commune est en outre située en aval du Barrage du Salagou, un ouvrage de classe A sur le Salagou, mis en service en 1968 et disposant d'une retenue de 102 millions de mètres cubes. À ce titre elle est susceptible d’être touchée par l’onde de submersion consécutive à la rupture de cet ouvrage.

## Toponymie
Attesté sous les formes Terrenciano(959), Terenciano villa (967), villa Trinciano (990), villa Terenciano (après 1010), honor de Trenciano (vers 1140), Tressanum (1202), Tressan (1529)...
Domine gallo-romain, gentilice latin Terentium + suffixe -anum.

## Histoire
Au temps de l'Empire Romain, Tressan a été une place forte et très stratégique d'attaque et de défense. Les Romains y ont installé leurs camps et y ont fondé une base, puis une ville. Villa Terentius du nom sans doute du vétéran de la fin du premier siécle (à qui fut attribué ce domaine en remerciement de ses services militaires). Au Moyen-Âge, de nouveaux habitants s'installèrent et construisit le village au charme médiéval qu'on lui connaît aujourd'hui.

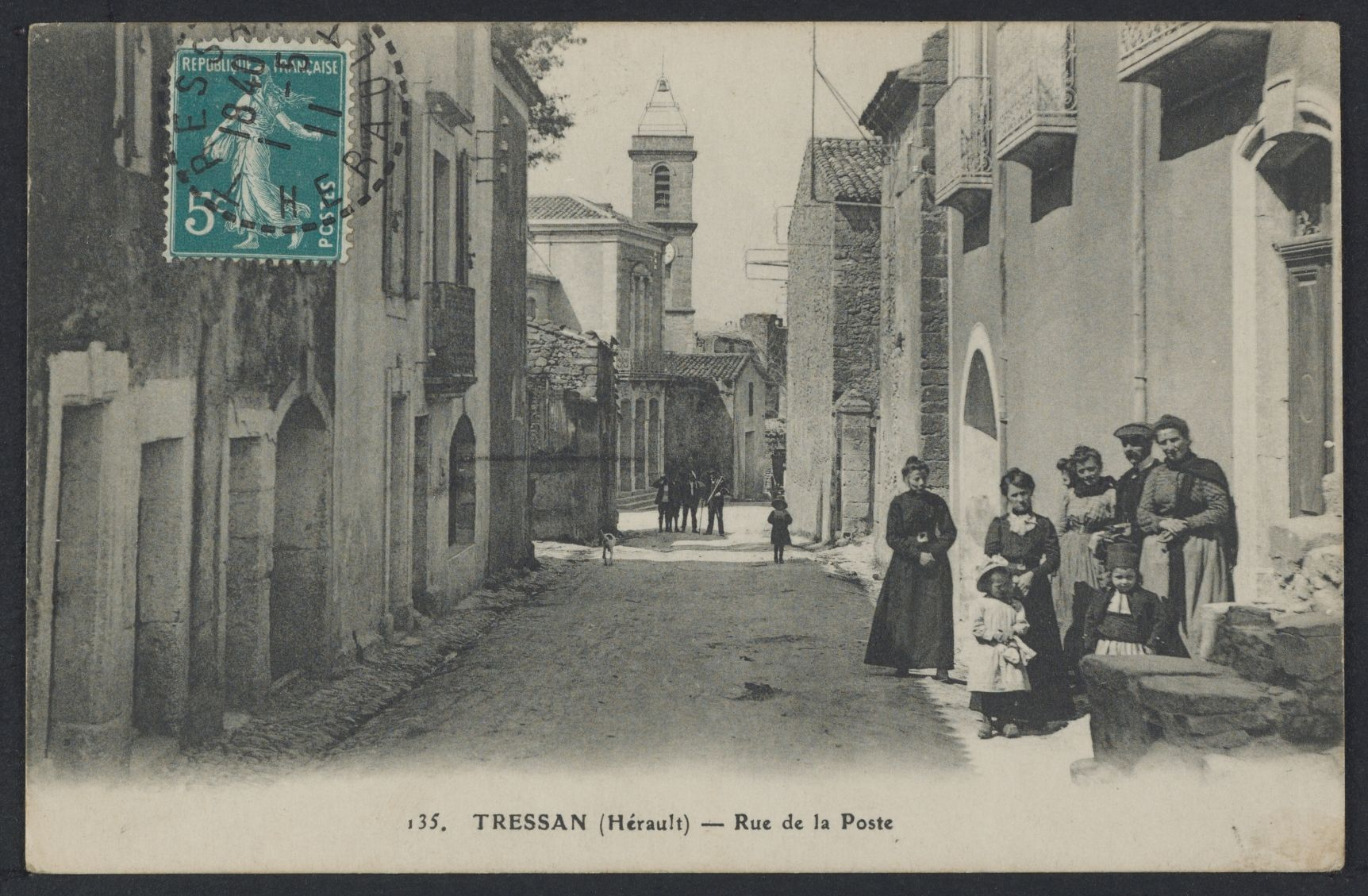
Rue du village : carte postale (1911)

## Politique et administration
| Période   | Période   | Identité       | Étiquette | Qualité     |
| --------- | --------- | -------------- | --------- | ----------- |
| 1947      | 1971      | Jean Gilodes   |           |             |
| 1971      | 1977      | Jean Henry     |           |             |
| 1977      | 1983      | Armand Roube   |           |             |
| 1983      | mars 2008 | Nicole Guerre  |           |             |
| mars 2008 | mai 2020  | Jacky Galabrun | SE        | Agriculteur |
| mai 2020  | En cours  | Daniel Jaudon  |           |             |

## Démographie

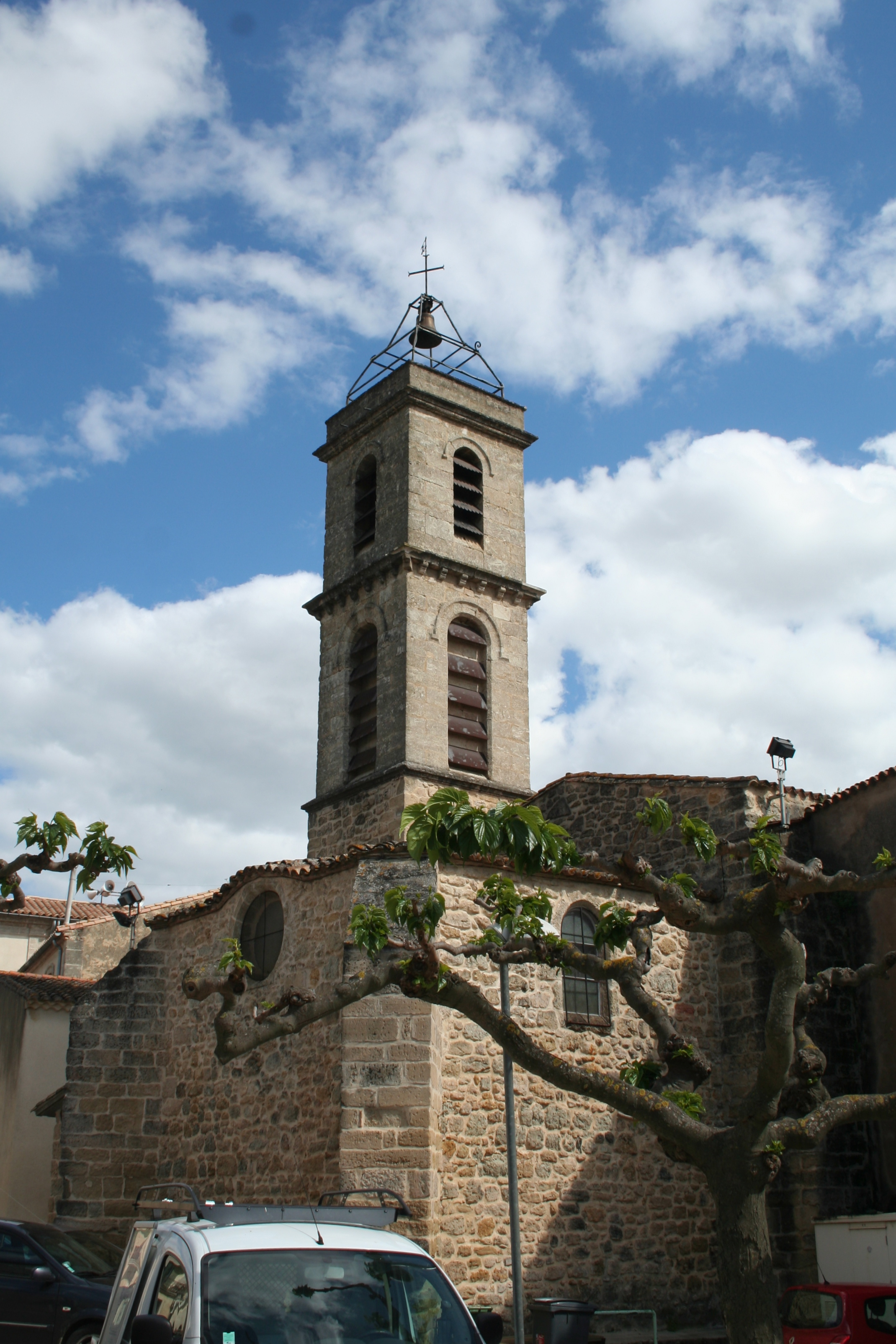
Clocher de l'église Saint-Geniès-de-Rome

L'évolution du nombre d'habitants est connue à travers les recensements de la population effectués dans la commune depuis 1793. Pour les communes de moins de 10 000 habitants, une enquête de recensement portant sur toute la population est réalisée tous les cinq ans, les populations de référence des années intermédiaires étant quant à elles estimées par interpolation ou extrapolation. Pour la commune, le premier recensement exhaustif entrant dans le cadre du nouveau dispositif a été réalisé en 2005.

En 2022, la commune comptait 688 habitants, en évolution de +5,85 % par rapport à 2016 (Hérault : +7,49 %, France hors Mayotte : +2,11 %).
| 1793 | 1800 | 1806 | 1821 | 1831 | 1836 | 1841 | 1846 | 1851 |
| ---- | ---- | ---- | ---- | ---- | ---- | ---- | ---- | ---- |
| 437  | 472  | 516  | 555  | 535  | 512  | 504  | 508  | 525  |

| 1856 | 1861 | 1866 | 1872 | 1876 | 1881 | 1886 | 1891 | 1896 |
| ---- | ---- | ---- | ---- | ---- | ---- | ---- | ---- | ---- |
| 513  | 503  | 461  | 456  | 462  | 458  | 389  | 506  | 507  |

| 1901 | 1906 | 1911 | 1921 | 1926 | 1931 | 1936 | 1946 | 1954 |
| ---- | ---- | ---- | ---- | ---- | ---- | ---- | ---- | ---- |
| 531  | 512  | 461  | 516  | 515  | 585  | 553  | 503  | 450  |

| 1962 | 1968 | 1975 | 1982 | 1990 | 1999 | 2005 | 2006 | 2010 |
| ---- | ---- | ---- | ---- | ---- | ---- | ---- | ---- | ---- |
| 465  | 386  | 318  | 303  | 299  | 402  | 467  | 469  | 539  |

| 2015 | 2020 | 2022 | - | - | - | - | - | - |
| ---- | ---- | ---- | - | - | - | - | - | - |
| 637  | 685  | 688  | - | - | - | - | - | - |

## Culture locale et patrimoine

### Lieux et monuments
- Le Château de Tressan - Style du Moyen Âge - XVIIe siècle.
- Église Saint-Geniès-de-Rome de Tressan. L'édifice est référencé dans la base Mérimée et à l'Inventaire général Région Occitanie[24]. De nombreux objets sont référencés dans la base Palissy (voir les notices liées)[24].

### Héraldique
|  | Les armoiries de Tressan se blasonnent ainsi : D'or, au pairle losangé d'or et d'azur. |

### Personnalités liées à la commune
- Mgr Louis de La Vergne-Montenard de Tressan (évêque du Mans),
- Mgr Louis de La Vergne-Montenard de Tressan (archevêque de Rouen).
- Louis Elisabeth de la Vergne, comte de Tressan 1705-1783. Membre de l'académie des sciences (1749), et de l'Académie Française (1780).
- Louis de Lavergne de Tressan  évêque de Vabres, puis du Mans 1630-1712.
- Jérémie I de Lavergne seigneur de Tressan, lieutenant-colonel du régiment de madame Royale de Savoie. Frère du précédent.
- Jérémie II de la Vergne, seigneur de Tressan, de l'Estang et de la Tour, neveu du précédent, 1667-1750 maréchal de camp et armées du roy.

## Économie

### Revenus
En 2018, la commune compte 277 ménages fiscaux, regroupant 664 personnes. La médiane du revenu disponible par unité de consommation est de 19 980 € (20 330 € dans le département).

### Emploi
|                | 2008   | 2013   | 2018   |
| -------------- | ------ | ------ | ------ |
| Commune        | 9 %    | 12,5 % | 11,6 % |
| Département    | 10,1 % | 11,9 % | 12 %   |
| France entière | 8,3 %  | 10 %   | 10 %   |

En 2018, la population âgée de 15 à 64 ans s'élève à 454 personnes, parmi lesquelles on compte 77,7 % d'actifs (66,1 % ayant un emploi et 11,6 % de chômeurs) et 22,3 % d'inactifs,. Depuis 2008, le taux de chômage communal (au sens du recensement) des 15-64 ans est inférieur à celui du département, mais supérieur à celui de la France.
La commune fait partie de la couronne de l'aire d'attraction de Montpellier, du fait qu'au moins 15 % des actifs travaillent dans le pôle,. Elle compte 84 emplois en 2018, contre 62 en 2013 et 60 en 2008. Le nombre d'actifs ayant un emploi résidant dans la commune est de 306, soit un indicateur de concentration d'emploi de 27,3 % et un taux d'activité parmi les 15 ans ou plus de 65 %.
Sur ces 306 actifs de 15 ans ou plus ayant un emploi, 57 travaillent dans la commune, soit 19 % des habitants. Pour se rendre au travail, 91,4 % des habitants utilisent un véhicule personnel ou de fonction à quatre roues, 1,9 % les transports en commun, 4,5 % s'y rendent en deux-roues, à vélo ou à pied et 2,2 % n'ont pas besoin de transport (travail au domicile).

### Activités hors agriculture

#### Secteurs d'activités
53 établissements sont implantés  à Tressan au 31 décembre 2019. Le tableau ci-dessous en détaille le nombre par secteur d'activité et compare les ratios avec ceux du département,.
| Secteur d'activité                                                                                        | Commune | Commune | Département |
| Secteur d'activité                                                                                        | Nombre  | %       | %           |
| --- | ------- | ------- | ----------- |
| Ensemble                                                                                                  | 53      | 100 %   | (100 %)     |
| Industrie manufacturière, industries extractives et autres                                                | 4       | 7,5 %   | (6,7 %)     |
| Construction                                                                                              | 10      | 18,9 %  | (14,1 %)    |
| Commerce de gros et de détail, transports, hébergement et restauration                                    | 10      | 18,9 %  | (28 %)      |
| Information et communication                                                                              | 3       | 5,7 %   | (3,3 %)     |
| Activités financières et d'assurance                                                                      | 1       | 1,9 %   | (3,2 %)     |
| Activités immobilières                                                                                    | 1       | 1,9 %   | (5,3 %)     |
| Activités spécialisées, scientifiques et techniques et activités de services administratifs et de soutien | 10      | 18,9 %  | (17,1 %)    |
| Administration publique, enseignement, santé humaine et action sociale                                    | 6       | 11,3 %  | (14,2 %)    |
| Autres activités de services                                                                              | 8       | 15,1 %  | (8,1 %)     |

Le secteur des activités spécialisées, scientifiques et techniques et des activités de services administratifs et de soutien est prépondérant sur la commune puisqu'il représente 18,9 % du nombre total d'établissements de la commune (10 sur les 53 entreprises implantées  à Tressan), contre 17,1 % au niveau départemental.

#### Entreprises et commerces
Les deux entreprises ayant leur siège social sur le territoire communal qui génèrent le plus de chiffre d'affaires en 2020 sont : 
- SARL Bueno Freres, autres travaux de finition (150 k€) ;
- Alteroeno Services, activités spécialisées, scientifiques et techniques diverses (50 k€).

### Agriculture
La commune est dans la « Plaine viticole », une petite région agricole occupant la bande côtière du département de l'Hérault. En 2020, l'orientation technico-économique de l'agriculture  sur la commune est la viticulture.
|               | 1988 | 2000 | 2010 | 2020 |
| ------------- | ---- | ---- | ---- | ---- |
| Exploitations | 67   | 35   | 33   | 25   |
| SAU (ha)      | 376  | 374  | 328  | 282  |

Le nombre d'exploitations agricoles en activité et ayant leur siège dans la commune est passé de 67 lors du recensement agricole de 1988  à 35 en 2000 puis à 33 en 2010 et enfin à 25 en 2020, soit une baisse de 63 % en 32 ans. Le même mouvement est observé à l'échelle du département qui a perdu pendant cette période 67 % de ses exploitations,. La surface agricole utilisée sur la commune a également diminué, passant de 376 ha en 1988 à 282 ha en 2020. Parallèlement la surface agricole utilisée moyenne par exploitation a augmenté, passant de 6 à 11 ha.

## Galerie

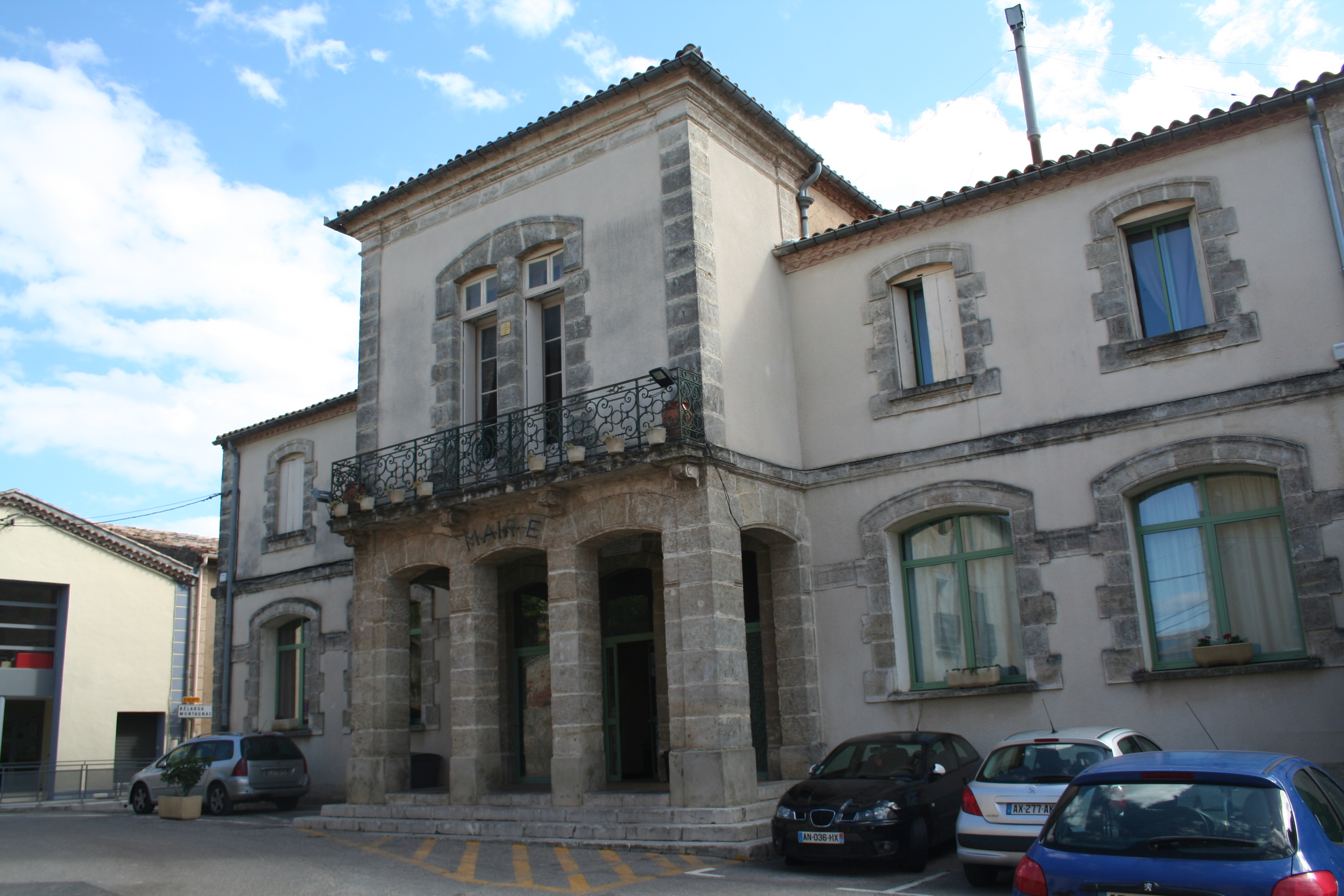
Mairie.
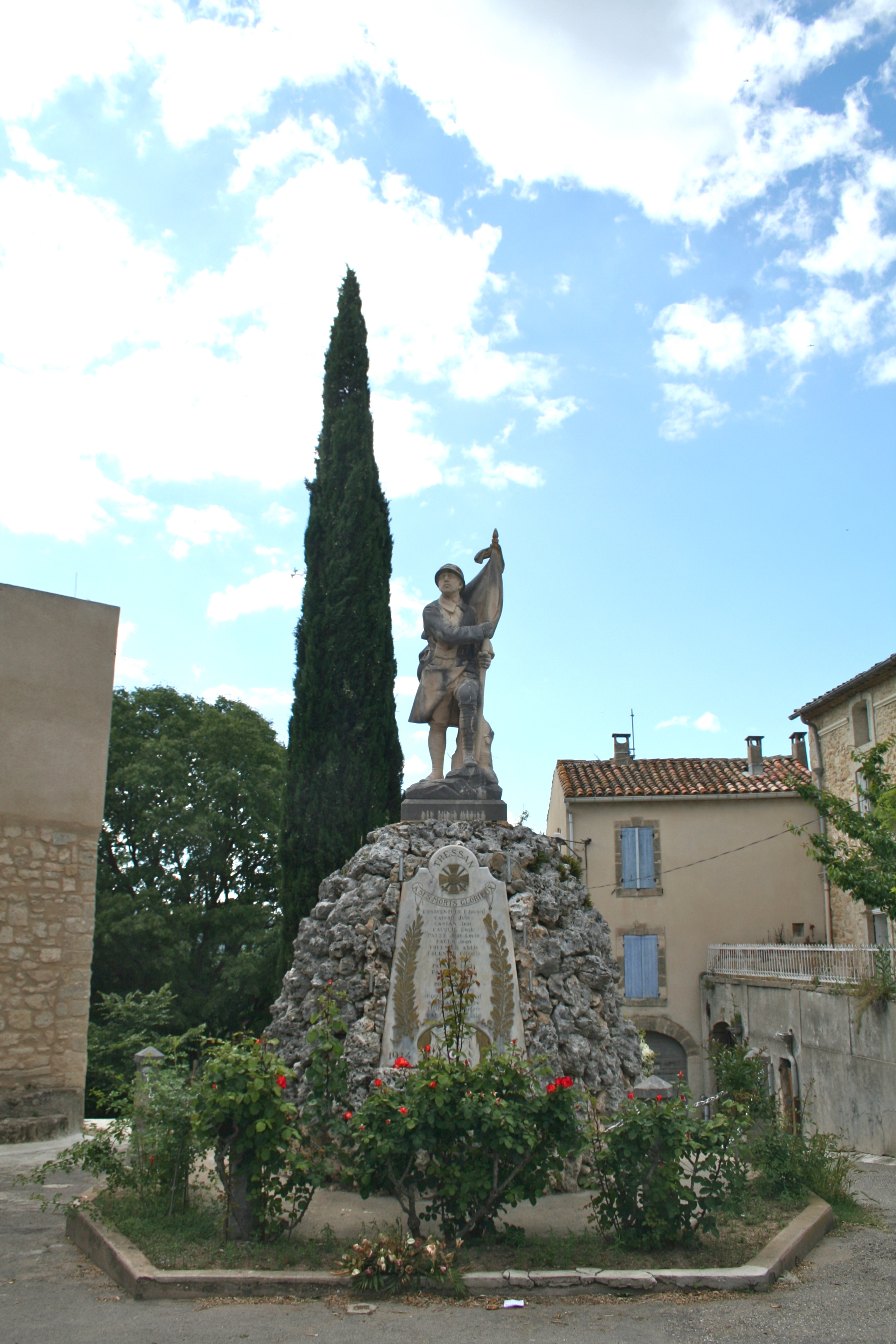
Monument aux morts.
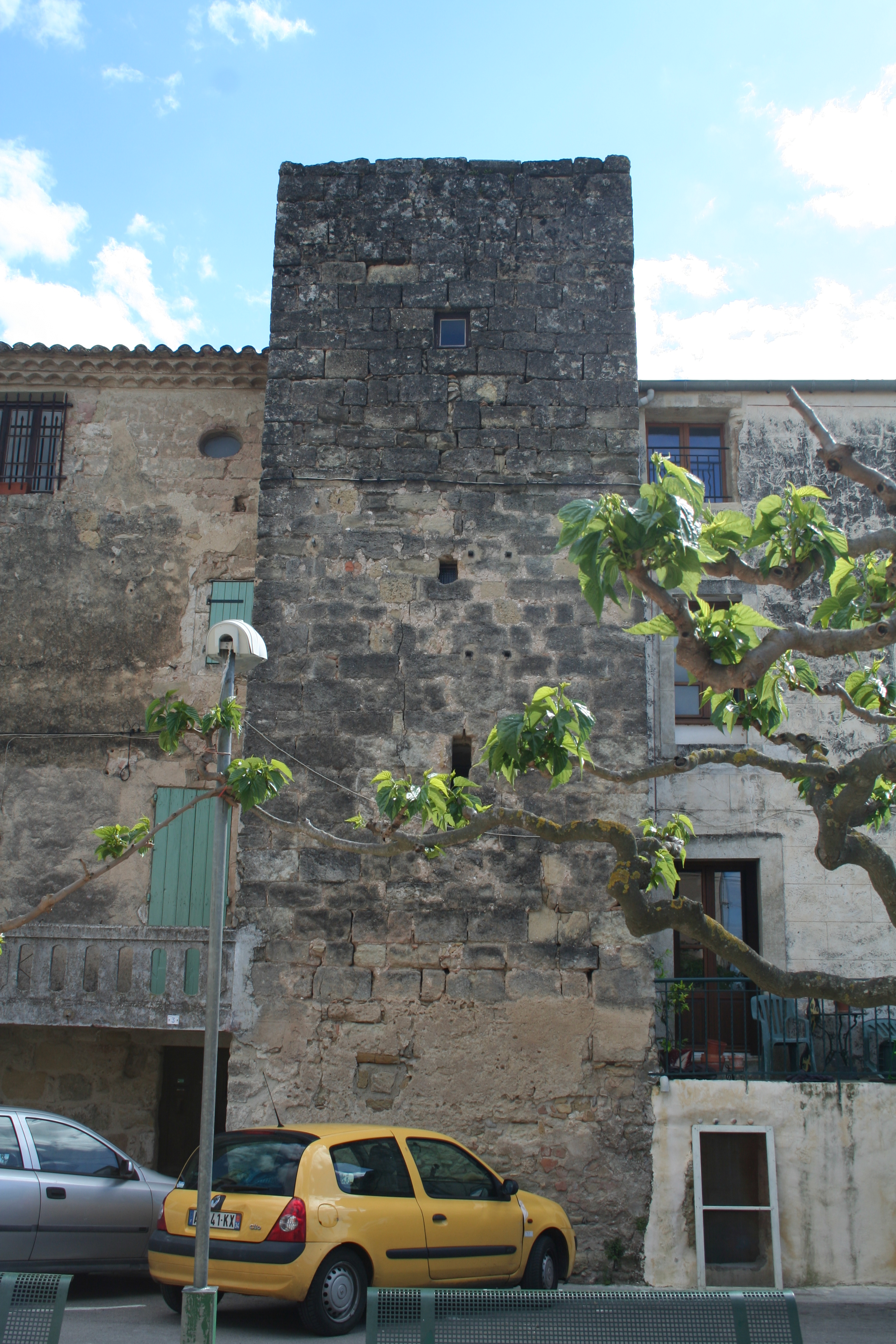
Tour.
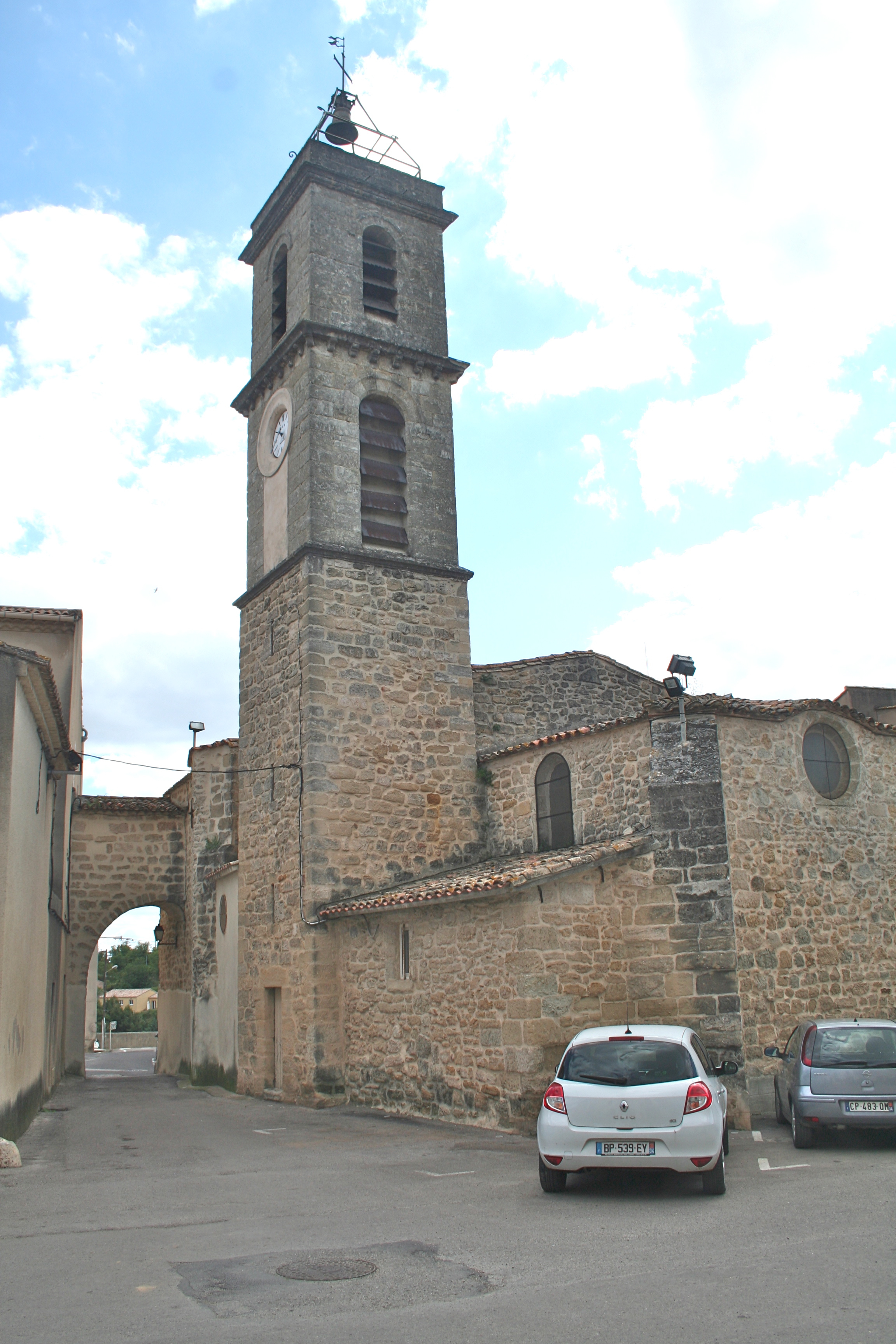
Chevet de l'église.